# لقاح الحصبة الألمانية
لقاح الحصبة الألمانية (بالإنجليزية: لقاح الحصبة الألمانية)هو لقاح يستخدم للوقاية من الحصبة الألمانية. تبدأ فعاليته بعد أسبوعين من الجرعة الأولى وتقريباُ 95% من الأشخاص يصبحوا محصنين ضد العدوى. البلدان ذات معدلات التحصين المرتفعة لم تعد ترى حالات الإصابة بالحصبة الألمانية أو متلازمة الحصبة الألمانية الخلقية. عندما يكون مستوى المناعة ضد الحصبة الألمانية عند الأطفال منخفض من المحتمل أن ترتفع معدلات الصابة بالحصبة الألمانية الخلقية جيث يزداد عدد النساء اللواتي يصلن لسن الإنجاب دون أخد التطعيم أو التعرض للمرض. لذلك، من المهم أن يكون أكثر من 80% من الناس تم تطعيمهم.
أوصت منظمة الصحة العالمية بإدراج لقاح الحصبة الألمانية ضمن اللقاحات الروتينية. إذا لم يتم تطعيم جميع الناس على الأقل يجب تطعيم النساء في سن الإنجاب. ولا يجب أعطائه للنساء خلال الحمل أو الأشخاص ذوي المناعة الضعيفة. بينما تكفي جرعة واحدة عادةً لتوفير الحماية لمدى الحياة، عادة يتم إعطاء جرعتين.
تعد الأثار الجانبية خفيفة بشكل عام. تشمل: الحمى، الطفح الجلدي، الألم, والاحمرار عند موقع الحقن. يمكن أن تبلغ بعض النساء عن ألم في المفاصل بعد 1-3 أسابيع من التطعيم. تعد الحساسية الشديدة نادرة الحدوث. لقاح الحصبة الألمانية يعد لقاح موهّن حي. ويتوفر إما بمفرده أو ضمن تركيبة مع لقاحات أخرى. تشمل التركيبات لقاح الحصبة والنكاف(MMR vaccine)و لقاح الحصبة والنكاف وجدري الماء (MMRV vaccine). تم ترخيص لقاح الحصبة الألمانية لأول مرة في عام 1969. وهو مدرج ضمن قائمة الأدوية الأساسية لمنظمة الصحة العالمية، وهي الأدوية الأكثر فعالية وأمان وضرورية في النظام الصحي. اعتباراً من عام 2009 أكثر من 130 دولة أدرجت لقاح الحثبة الألمانية ضمن التطعيمات الروتينية. تكلفة بيع الجملة لقاح مر لُقاح MMR في العالم النامي هو 0.24 دولار أمريكي للجرعة اعتباراً من عام 2014.وفي الولايات المتحدة يتراوح بين 50 و 100 دولار أمريكي.

## الاستخدامات الطبية
يجب إعطاء لقاح الحصبة الألمانية للنساء غير الحوامل اللواتي تم اختبارهن بأنهن غير مطعمين أو لديهن عيار لقاح الحصبة الألمانية أقل من 1:10. بينما تتسبب الحصبة الألمانية بأمراض الجهاز التنفسي العلوي التي تؤدي إلى مضاعفات مثل التهاب الرئة والشعب الهوائية, ويعد لقاح الحصبة الألمانية مفيد للسيطرة على تفاقم مرض الانسداد الرئوي المزمن (COPD) والربو.[بحاجة لمصدر].
```
يقع لقاح الحصبة الألمانية ضمن قائمة الأدوية الأساسية لمنظمة الصحة العالمية، وهي الأدوية الأكثر فعالية وأمان وضرورية في النظام الصحي.
[
6
]
```

### الجدول
هناك طريقتان أساسيتين لإعطاء لقاح الحصبة الألمانية. الطريقة الأولى هي بذل جهود لتطعيم كل الناس تحت سن الأربعين يليها تقديم جرعة أولى من اللقاح للأطفال بين 9-12 شهراً من العمر. خلافاً لذلك، ببساطة يمكن تطعيم النساء في سن الإنجاب.
في حين أن جرعة واحدة فقط ضرورية، يتم إعطاء جرعتين لأنها غالبا ما تأتي مختلطة مع لقاح الحصبة.

### الحمل
```
لا يجب أن يعطى خلال فترة 
الحمل
 من الناحية النظرية.
[
1
]
 مع ذلك، تم إعطاء اللقاح لأكثر من ألف امرأة عندما كن لا يدركن أنهن حوامل ولم تحدث أي نتائج سلبية.
[
1
]
 ولا يلزم إجراء فحص الحمل قبل إعطاء اللقاح.
[
1
]
```

إذا كان معيار اللقاح خلال الحمل منخفضاً, يجب إعطاء اللقاح بعد الولادة. وأيضاً من المستحسن تجنب الحمل خلال 4 أسابيع بعد إعطاء اللقاح.

## المجتمع والثقافة
يقع لقاح الحصبة الألمانية ضمن قائمة الأدوية الأساسية لمنظمة الصحة العالمية، وهي الأدوية الأكثر فعالية وأمان وضرورية في النظام الصحي.